# 布多戈希
布多戈希（羅馬化：Budogoshchʹ）是俄罗斯列宁格勒州的市级镇，属基里希区，地处列宁格勒州南部，位于区行政中心基里希、州府圣彼得堡及加特契纳东南方。普乔夫扎河流经该地。
早期记载中也作布达戈希（Будагощь），1930年设市级镇。该地2021年人口有3,526人；2010年人口3,871；2002年人口3,885；1989年人口4,673。